# Natriumtetracarbonylferrat
Natriumtetracarbonylferrat(-II) ist eine anorganische Verbindung mit der Formel Na2[Fe(CO)4]. Es handelt sich um einen luftempfindlichen, farblosen Feststoff, dessen Tetrahydrofuranaddukt in der Organischen Chemie unter dem Namen Collmans Reagenz zur Synthese von Aldehyden aus Alkylbromiden verwendet wird. Collman bezeichnete die Verbindung als Übergangsmetall-Äquivalent zu Grignard-Verbindungen.

## Darstellung
Natriumtetracarbonylferrat(II) ist durch Reduktion von Eisenpentacarbonyl mit in flüssigen Ammoniak gelöstem Natrium zugänglich.
{\displaystyle \mathrm {[Fe(CO)_{5}]+2\ Na\rightarrow \ Na_{2}[Fe(CO)_{4}]+CO} }
Alternativ kann Natriumamalgam in Tetrahydrofuran als Reduktionsmittel eingesetzt werden. Bei dieser Methode kann der entstehende Komplex direkt in die weiteren Reaktionsschritte in einer Eintopfreaktion umgesetzt werden.

## Verwendung
Die Verbindung kann zur Überführung von primären Alkylbromiden in die korrespondierenden Aldehyde eingesetzt werden. Im ersten Schritt entsteht unter Bildung von Natriumbromid der Alkylkomplex.
{\displaystyle \mathrm {Na_{2}[Fe(CO)_{4}]+RBr\ \rightarrow \ Na[Fe(R)(CO)_{4}]+NaBr} }
Durch Zugabe von Triphenylphosphan und anschließende Ansäuerung mit Essigsäure wird der Aldehyd freigesetzt. 
{\displaystyle \mathrm {Na[Fe(R)(CO)_{4}]+PPh_{3}\ \rightarrow \ Na[Fe(C(=O)R)(CO)_{3}(PPh_{3})]} }
Der entstehende primäre Alkylkomplex kann durch Triphenylphosphan in den Acylkomplex und durch Oxidation mit Sauerstoff und anschließender Ansäuerung in die Carbonsäure überführt werden. Durch Oxidation mit Halogenen wird der Acylkomplex in die Carbonsäurechloride überführt.
Setzt man statt Alkylbromiden Säurechloride mit Natriumtetracarbonylferrat um, setzen die entstehenden Acylkomplexe durch Reaktion mit Mineralsäuren den Aldehyd frei.